# Rivière Breynat
Pour les articles homonymes, voir Breynat.
La rivière Breynat est un affluent de la rivière Harricana, coulant dans la municipalité de Eeyou Istchee Baie-James (municipalité), dans la région administrative du Nord-du-Québec, au Québec, au Canada.

## Géographie
Les principaux bassins versants voisins de la rivière Breynat sont :
- côté nord : rivière Harricana, rivière Joncas ;
- côté est : rivière Harricana, rivière Joncas, rivière Despreux ;
- côté sud : rivière Turgeon, rivière Martigny ;
- côté ouest : rivière Malouin, rivière Mannerelle.

 
La rivière Breynat tire sa source d'un petit lac de tête (altitude : 263 m) situé dans la municipalité de Eeyou Istchee Baie-James (municipalité), du côté nord-ouest du lac aux Épices.
 
La source de la rivière Breynat est située à :
- 1,0 km au nord du Lac aux Épices ;
- 20,6 km à l'ouest de la rivière Harricana ;
- 4,6 km au sud-est de la source de la rivière Malouin ;
- 18,6 km à l'est de la frontière de l'Ontario.

À partir de la source, la rivière Breynat coule sur environ 70 km plus ou moins en parallèle (du côté ouest) à la
rivière Harricana, selon les segments suivants :
- 0,3 km vers le nord, jusqu'à la limite Nord du canton de Martigny ;
- 15,4 km vers le nord, jusqu'à un ruisseau (venant du Sud) ;
- 10,1 km vers le nord, jusqu'à un ruisseau (venant du sud-est) ;
- 4,4 km vers le nord, jusqu'à la décharge du lac Breynat (venant de l'Ouest) ;
- 17,9 km vers le nord, puis s'orientant vers le nord-est en serpentant en fin de segment, jusqu'à un ruisseau (venant du Sud) ;
- 13,0 km vers le nord, en zone de marais, puis en traversant les Rapides des Roches Rouges, en serpentant jusqu'à son embouchure[2]

La rivière Breynat se déverse sur la rive Ouest de la rivière Harricana à :
- 5,0 km en aval de l'Île des Sept Milles ;
- 78,3 km au sud-est de l'embouchure de la rivière Harricana ;
- 23,4 km à l'est de la frontière de l'Ontario ;
- 145,3 km au nord-ouest du centre-ville de Matagami.

## Toponymie
Le terme « Breynat » constitue un patronyme de famille d'origine française.
Le toponyme « rivière Breynat » a été officialisé le 5 décembre 1968 à la Commission de toponymie du Québec, soit lors de sa fondation.